# Юханссон, Петра
Анна Петра София Юханссон (швед. Anna Petra Sofia Johansson; род. 30 сентября 1988, Бурленге, Коппарберг) — шведская футболистка, выступавшая на позиции полузащитника. Она представляла клуб «Линчёпинг» на протяжении большей части своей карьеры, проведя сезон 2012/2013 на правах аренды за австралийский «Мельбурн Виктори».

## Клубная карьера
Петра Ларссон начинала свою футбольную карьеру в клубе «Линчёпинг», за который выступала с 2006 по 2013 год. В сезоне 2012/2013 она на правах аренды выступала за австралийский «Мельбурн Виктори», за который провела 11 матчей и забила три гола. В 2014 году Петра играла за шведский «Кварнсведенс ИК», а в 2015 году — за «Эскильстуну Юнайтед».
В ноябре 2016 года Юханссон объявила, что возвращается в «Эскильстуну Юнайтед» после года перерыва в футбольной карьере, в течение которого она сменила фамилию на Ларссон и родила дочь Нору.

## Карьера в сборной
Петра Ларссон дебютировала за женскую сборную Швеции 19 августа 2009 года в товарищеском матче против Норвегии, проходившем в Энчёпинге и завершившемся победой её команды со счётом 1:0. Главный тренер сборной Швеции Тумас Деннербю включил её в состав команды на чемпионат Европы 2009 года, в качестве замены Ниллы Фишер, получившей травму пятки.
После пятилетнего перерыва Петра вернулась в национальную сборную, приняв участие в матче против Дании, проходившего в октябре 2015 года в рамках отборочном турнира чемпионата Европы 2017 и завершившегося победой шведок со счётом 1:0 . В следующем месяце она внезапно объявила о своём уходе из футбола в возрасте 27 лет, чтобы сосредоточиться на своей гражданской карьере. Это решение разочаровало главного тренера сборной Пиа Сундхаге, которая планировала задействовать Юханссон для участия в отборочном турнире к Олимпийским играм 2016 года.